# 南湖红船
南湖红船，又称南湖革命纪念船，位于浙江省嘉兴市南湖中，這艘後來建置的仿製船是象征意义上中国共产党的诞生地。

## 来历
南湖历来是江南名胜，湖中原多画舫，供载游客游湖。
1921年7月23日，中国共产党第一次全国代表大会在上海秘密举行。7月30日晚，因突遭上海法租界巡捕搜查，会议被迫暂停。
8月3日上午，“中共一大”代表毛泽东、董必武、陈潭秋、王尽美、邓恩铭、李达、张国焘、刘仁静、周佛海、包惠僧等人，由李达夫人王会悟作向导，从上海乘早班火车转移至嘉兴，在南湖的一艘丝网船上继续大会的议程。会议从早上11点开始，至下午6点，完成了大会议程，并宣告中国共产党诞生。

## 紀念

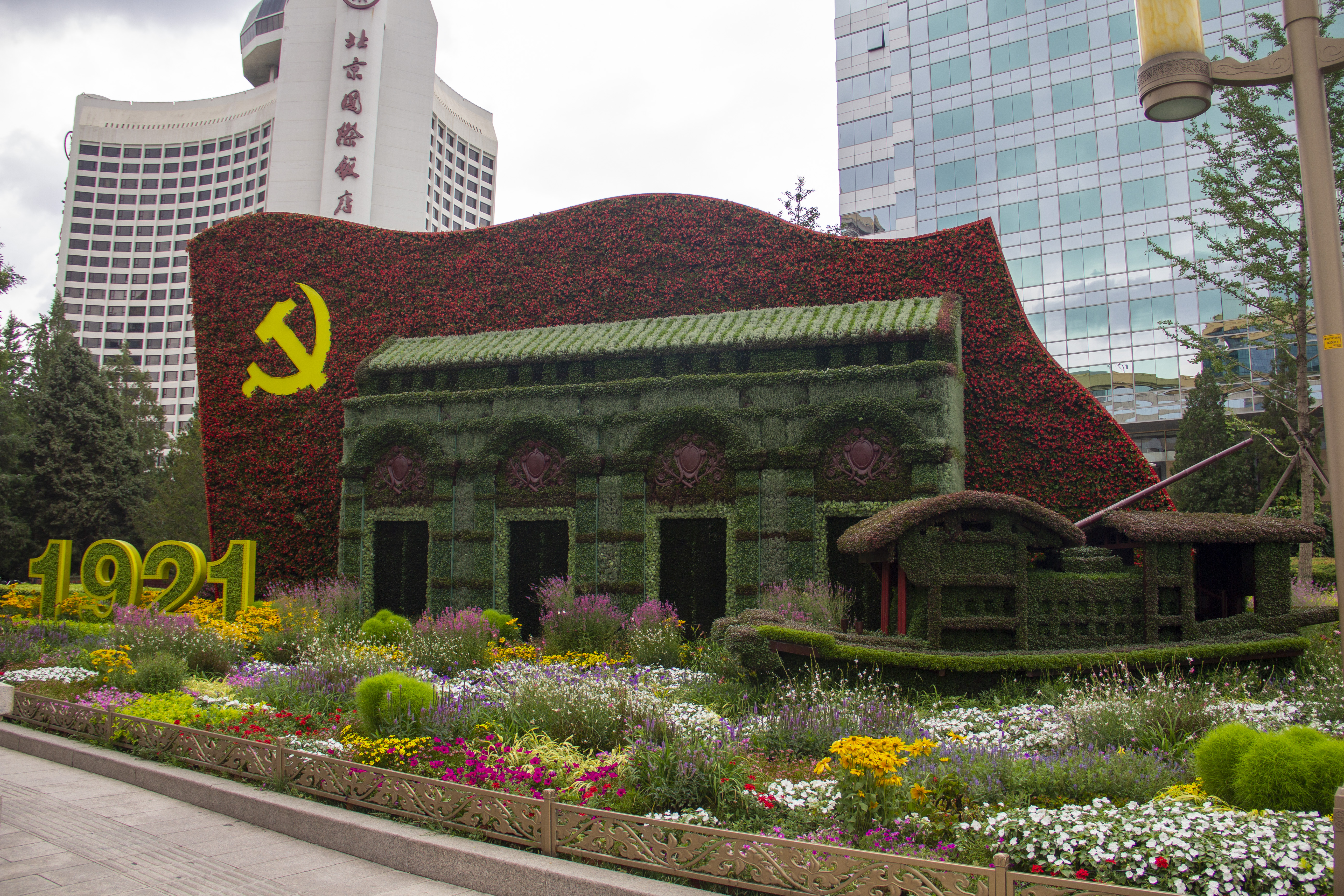
庆祝中国共产党成立100周年北京长安街沿线立体花坛“开天辟地”

1959年，中共中央和浙江省委決定成立南湖革命紀念館，由於已知中共是誕生在船上的，因此也決定同時復原當年開會的游船。根據當時的情景，這是一艘中型的單夾弄絲網船，全長約16米，最寬處有3米。船頭平闊，船身分為前艙、中艙、房艙和后艙，以左邊的一條通道貫通。中共一大就在原船的中艙舉行。后艙跟中艙隔著一個房艙，以保証隱蔽。船艙用櫸木、楮木等硬木材料制成，艙底用框狀木板鋪平。船后有一小拖梢船，過去為船家進城購物、接送客人之用。
1959年10月1日，当地政府仿制一艘丝网船画舫正式下水，紅船停泊在湖心島煙雨樓東南岸水面，作为南湖革命纪念船，此後供黨員群众瞻仰。
1964年4月，董必武重来南湖。他登上停泊在南湖湖心小岛的岸边画舫，仔細察看船艙內外后說：“這隻船，我回憶是造得對的，造得成功的。”，感慨万千，挥毫题诗一首：“革命声传画舫中，诞生共党庆工农；重来正值清明节，烟雨迷蒙访旧踪。”现在南湖红船停泊处岸上，建有一座“访踪亭”。该亭建于1985年，亭内树立董必武诗碑，亭上匾额“访踪亭”三字由杨尚昆于1986年题写。
著名畫家顏文樑在《南湖》一畫中描繪了召开「中共一大」的南湖紅船，並為此作寫了一首題為《南湖旭日》的詩：「旭日東方照耀紅，煙迷雨濛盡消空，燎原火自星星始，革命洪流起湧中。」 《南湖》現在由中國美術館收藏。

## 红船精神
2005年6月21日，中共浙江省委書記習近平在《光明日報》上發表了《弘揚“紅船精神” 走在時代前列》的文章，提出了「紅船精神」，即「開天闢地、敢為人先的首創精神；堅定理想、百折不撓的奮鬥精神；立黨為公，忠誠為民的奉獻精神。」
2017年10月31日，中國共產黨第十九次全國代表大會閉幕後一周，中共中央總書記習近平帶領新一屆中共中央政治局常委專程前往上海和浙江嘉興，瞻仰中共一大會址和嘉興紅船。